# 安東尼·奧巴梅
安東尼·奧巴梅（Anthony Obame，1988年9月10日—）是一名加彭跆拳道運動員，主攻男子87公斤以上級項目。他曾經獲得2012年夏季奧林匹克運動會跆拳道比賽男子80公斤級以上比賽銀牌，也是加彭首位奧林匹克運動會獎牌得主。

## 外部連結
- taekwondodata.com （页面存档备份，存于）